# Ectoedemia algeriensis
Ectoedemia algeriensis là một loài bướm đêm thuộc họ Nepticulidae. Loài này có ở Algérie, dãy núi Atlas ở Maroc và ở miền nam Pháp.
Sải cánh dài 5-5.6 mm. Con trưởng thành bay vào tháng 6. Có thể có một lứa một năm.
Ấu trùng ăn Quercus coccifera, Quercus ilex, Quercus ilex rotundifolia và Quercus suber. Chúng ăn lá nơi chúng làm tổ. The mine consists of a contorted corridor, often following a vein for some distance. The frass is black và leaves narrow clear margins.

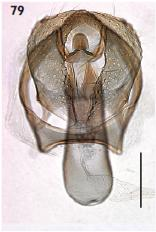
Male genitalia
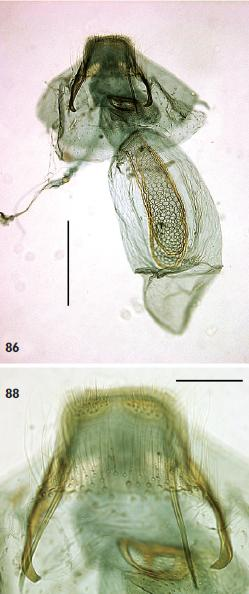
Female genitalia